# 冨久正二
冨久 正二（とみひさ しょうじ、1917年〈大正6年〉1月24日 - 2022年〈令和4年〉7月1日）は、日本の元マスターズ陸上競技選手。

## 来歴
1917年、兵庫県津名郡(現在の淡路島洲本市)で生まれ、5歳まで同地で育つ。以後父親の転勤に伴い飾磨郡（現・姫路市）・武庫郡（現・神戸市）、石川県と移住する。石川県在住時に小松商業学校（現・石川県立小松商業高等学校）を卒業。卒業後はいったん大阪市で丁稚となったものの3か月で脱走・帰郷し、小松製作所に就職する。
1938年に徴兵されて広島歩兵第11連隊第7中隊に所属し、日中戦争に従軍したが河南省にいたときに赤痢にかかり、さらに結核にも罹患して日本へ送還される。退院後は小松製作所に復職するも、職場の様子が変わっていたことから退社。当時の満州国・チチハル市で軍人軍属向け売店（酒保）を開いて生計を立てた。しかし一人の将校から早期の帰国を促され、その言葉に従う。帰国後、三次市で国鉄に就職する。1945年8月6日には朝から仕事で広島市に向かう予定だったが、出発直前に急遽会議に呼ばれたため広島原爆への遭遇を免れた。
1972年に国鉄を定年退職したあとは三次市の協同組合三次ショッピングセンターに就職し、20年間働いたあと2002年に事業所・企業統計調査の事務を評価され、総務大臣表彰を受賞している
中国気功整体「健生館」の貞末啓視に誘われ、2014年(97歳)でマスターズ陸上を始める。2016年に出場した広島・中国の2つのマスターズで砲丸投げで大会新記録を樹立する。2017年7月当時100歳の時に中国マスターズ鳥取大会の60メートル走で日本記録を出した。その後も他のマスターズの大会で優勝を果たすなど精力的に活動していた。
東京オリンピックの聖火ランナーに内定していたが中止となり、2022年4月に陸上競技を引退する。2022年7月1日老衰のため、三次市内の病院で死去。満105歳没。

## 家族
妻トシコは、入院していた陸軍病院で看護婦をしていた女性で、その時に知り合い結婚した。